# JATO

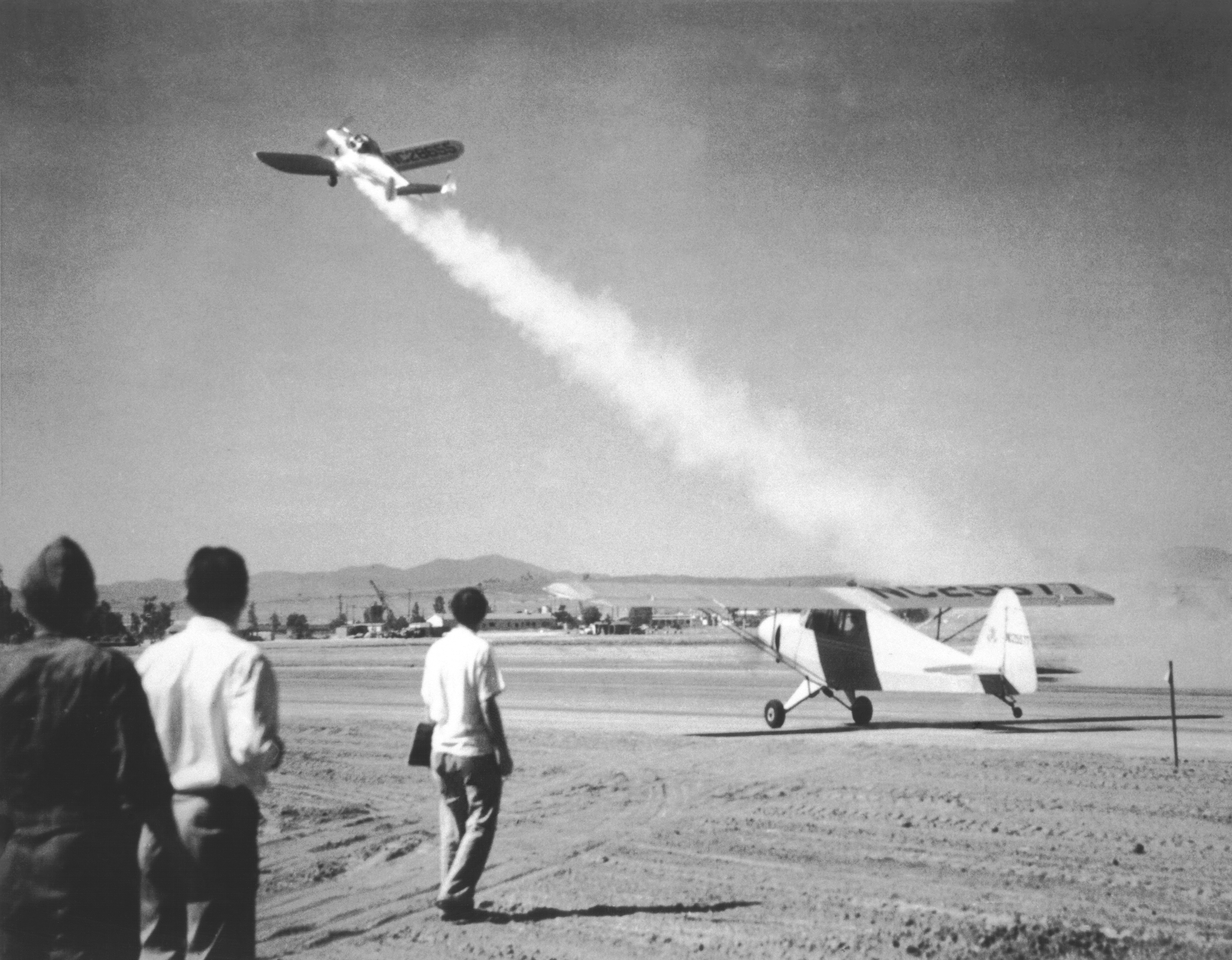
Il primo decollo "rocket-assisted" statunitense, di un ERCO Ercoupe con booster GALCIT nel 1941, March Field, California.

JATO è l'acronimo di jet assisted take off. Indica un sistema per aiutare il decollo di velivoli sovraccarichi fornendo una spinta ausiliaria mediante piccoli razzi.
Il termine è usato in modo intercambiabile con il (più specifico) termine RATO, per Rocket-Assisted Take Off (o, nel gergo della RAF, RATOG per Rocket-Assisted Take Off Gear).

## Primi esperimenti e seconda guerra mondiale
I primi esperimenti utilizzanti razzi come booster per portare in quota alianti furono condotti in Germania negli anni venti (ad esempio dal Lippisch Ente) e più tardi dalla Royal Air Force.
La Luftwaffe introdusse tale sistema durante la seconda guerra mondiale.
Il sistema britannico usava razzi a combustibile solido sufficientemente potenti per lanciare i velivoli (in genere Hawker Hurricane) da una piccola rampa montata a prua delle navi mercantili, nota come Catapult armed merchantmen (o CAM Ships), al fine di fornire una parziale copertura contro gli aerei da ricognizione nazisti.
Terminata la propulsione ausiliaria, il razzo veniva rilasciato dal retro dell'aereo per cadere in acqua e affondare. Una volta compiuta la missione, il pilota, se possibile, doveva volare verso un territorio amico o paracadutarsi dall'aereo, sperando di essere prelevato da una delle navi di scorta. In due anni il sistema è stato usato solo nove volte per attaccare aerei tedeschi con otto abbattimenti nemici e la perdita di un solo pilota.
Anche la Luftwaffe usò questa tecnica con motori a razzo a propellente liquido o solido, spesso lasciati cadere quando l'aereo era in quota. Vennero usati sia per aiutare il decollo dei loro piccoli bombardieri sia per trascinare l'enorme aliante Gigant, Messerschmitt Me 321, concepito nel 1940 per l'invasione della Gran Bretagna e utilizzato per il rifornimento del fronte russo. Esso veniva trainato in aria da un massimo di tre Messerschmitt Bf 110, aerei da caccia pesanti, in una configurazione detta Troika-Schlepp, ma con carichi che avrebbe reso il decollo troppo lungo senza l'uso di razzi JATO.
Questo divenne importante specialmente quando sul finire della guerra, le piste venivano accorciate dai bombardamenti alleati.
Il loro sistema tipicamente utilizzava razzi Walter HWK 109-500 o -501 Starthilfe ("aiuto al decollo") motori a razzo monopropellente a carburante liquido spinti dalla decomposizione chimica di "T-Stoff" (una soluzione acquosa di perossido di idrogeno all'80%) promossa da un catalizzatore (Z-Stoff).
Un paracadute, alloggiato nella parte anteriore della custodia esterna del motore, era utilizzato per rallentare la sua caduta dopo essere stato rilasciato dall'aereo, in modo che il razzo poteva essere riutilizzato.
Primi esperimenti si svolsero nel 1937 su un Heinkel He 111, guidato dal pilota collaudatore Erich Warsitz a Neuhardenberg in un grande campo d'aviazione situato a circa 70 chilometri a est di Berlino, usato come campo d'aviazione di riserva in caso di guerra.
Altri esperimenti tedeschi con sistemi JATO avevano lo scopo di assistere il decollo di aerei intercettori come il Messerschmitt Me 262, nelle versioni C chiamate Heimatschützer ("difensore della patria"). Erano dotati sia di una versione adattata del motore a razzo a propellente liquido Walter HWK 109-509, motore usato nel progetto Me 163 Komet. Il motore era montato nell'estrema parte posteriore della fusoliera (negli Heimatschützer I) o in pod dietro il bordo di uscita dell'ala) per aiutare i propri turboreattori Jumo 004 o motori BMW 003 R, che erano una combinazione di propulsori turbogetto e razzo al posto degli Jumo 004 (versione Heimatschützer II). In questo modo gli intercettori Me 262 C Heimatschützer potevano salire in quota rapidamente per raggiungere le formazioni dei bombardieri nemici.
Venne realizzato un solo prototipo delle versioni Heimatschützer I e Heimatschützer II, mentre dell'Heimatschützer III (progetto con il razzo montato sotto l'aereo) non si realizzò neppure un prototipo perché gli Alleati stavano avanzando.
All'inizio del 1939, la United States National Academy of Sciences concesse 1 000 $ a Theodore von Kármán e al Rocket Research Group del Guggenheim Aeronautical Laboratory per la ricerca sul decollo degli aeromobili aiutati da razzi. Fu la prima ricerca JATO a ricevere finanziamenti governativi degli Stati Uniti.

## Secondo dopoguerra
Dopo la seconda guerra mondiale il sistema JATO divenne di uso comune su velivoli a turbogetto con bassa velocità, o per velivoli particolarmente pesanti; il quadrimotore Avro 696 Shackleton usava dei turbogetti Armstrong Siddeley Viper per il decollo.
A seguito della crescita della spinta dei turbogetti, il sistema JATO decadde.
È ancora usato, però, quando un aereo con un carico pesante deve decollare da piste corte o quando si opera in condizioni "Hot and high" (quando la densità dell'aria è bassa a causa della temperatura elevata e ad altitudini elevate).
La Operation Credible Sport fu un'operazione militare statunitense degli anni ottanta, atta a salvare ostaggi tenuti in Iran, utilizzando un C-130 modificato con sistema JATO. Il progetto fu cancellato dopo che una precoce accensione dei razzi destinati ad ammortizzare l'atterraggio fece precipitare il velivolo.
Lo JATO Junior è stato un tentativo della Aerojet Engineering di introdurre unità JATO di minore potenza per piccoli aerei commerciali, ma fu bloccata dall'U.S. Navy Bureau of Aeronautics. L'Aerojet sostenne che un piccolo JATO delle dimensioni di una bottiglia, creando 250 libbre (113 kg) di spinta per 12 secondi poteva aiutare un piccolo aereo privato, che richiedeva normalmente circa 900 piedi (274 m) di pista per superare un ostacolo alto 50 piedi (15 m), a oltrepassarlo con 300 piedi (91 m) di pista.

## Decollo a lunghezza zero
Due programmi sperimentali analoghi di decollo a lunghezza zero (Zero Length Launch) sono stati sviluppati dalla US Air Force e dalla Voenno-vozdušnye sily SSSR sovietica circa nello stesso periodo alla fine degli anni cinquanta.
Nel primo caso venne usato un Republic F-84 modificato, designato EF-84G, che utilizzava come booster un missile MGM-1 Matador a combustibile solido.
Nel secondo, un MiG-19 modificato, designato SM-30, lanciato da una speciale piattaforma, e con motore booster simile a quello statunitense.
L'F-100 Super Sabre e l'F-104 Starfighter furono usati anche per esperimenti zero-length launch.

## Leggende metropolitane
La JATO Rocket Car è una leggenda metropolitana che racconta la storia di una vettura dotata di unità JATO che viene poi trovata schiantata contro una montagna. Questa storia è spesso narrata come esempio di Darwin Award ma sembra essere un falso, senza alcun fondamento.
La leggenda è stata esaminata più volte su Discovery Channel nello spettacolo MythBusters. Una prima volta in un episodio pilota del 2003, l'equipaggio replicò la scena e la spinta dello JATO con alcuni motori a razzo amatoriali disponibili in commercio. La vettura correva molto velocemente, sorpassando l'elicottero che la inseguiva, ma mai raggiunse la velocità di 300 mph (500 km/h) riportato nella storia originale e non riuscì a decollare. Il mito fu rivisitato nel 2007, utilizzando una diversa configurazione di razzi nel tentativo di far volare l'automobile che però esplose prima di raggiungere la fine della rampa di lancio. Il mito è stato nuovamente riesaminato nel 2013 nel 1º episodio di Mythbusters Serie 12 (come in una celebrazione per il 10º anno dell'andata in onda della trasmissione).

## Galleria d'immagini

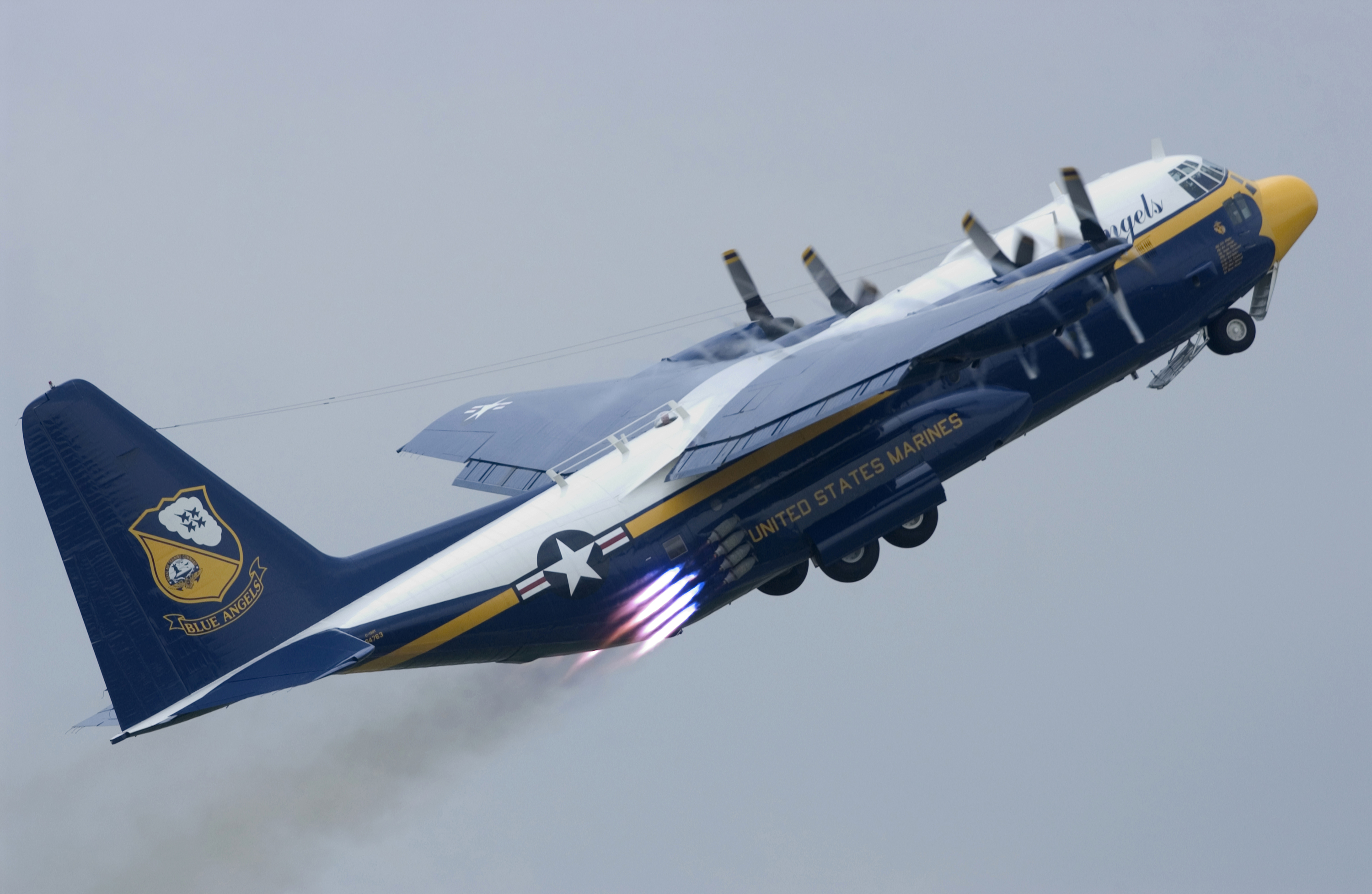
C-130 Hercules in decollo con sistema RATO
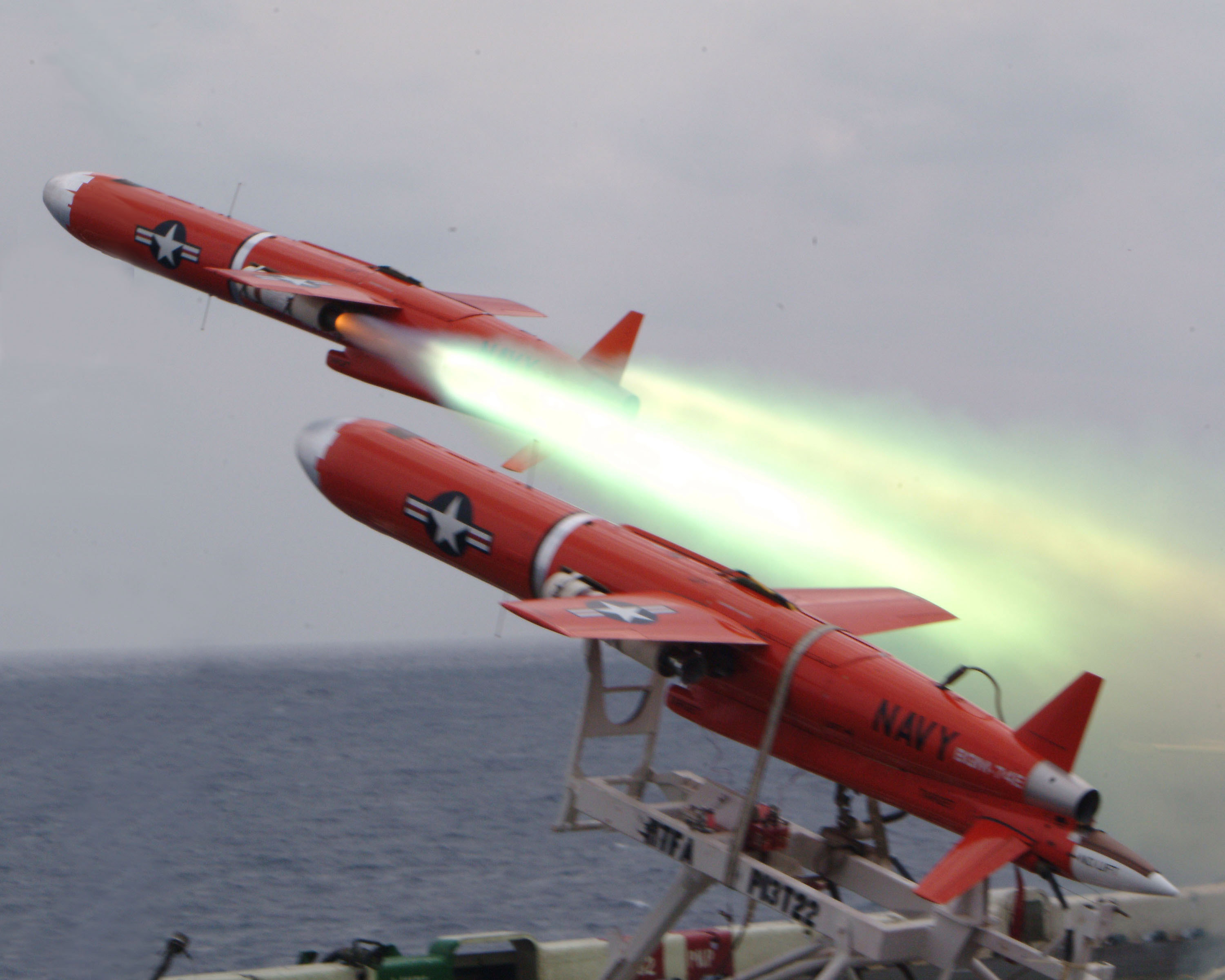
BQM-74E Chukar target drone con sistema JATO
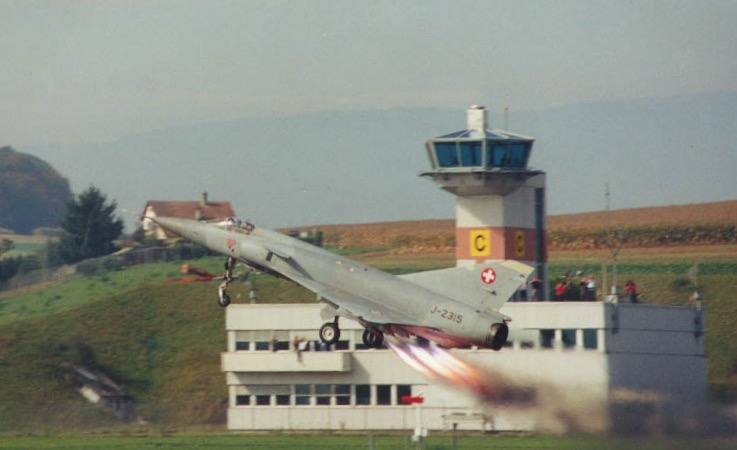
Swiss Air Force, un Dassault Mirage III a Payerne
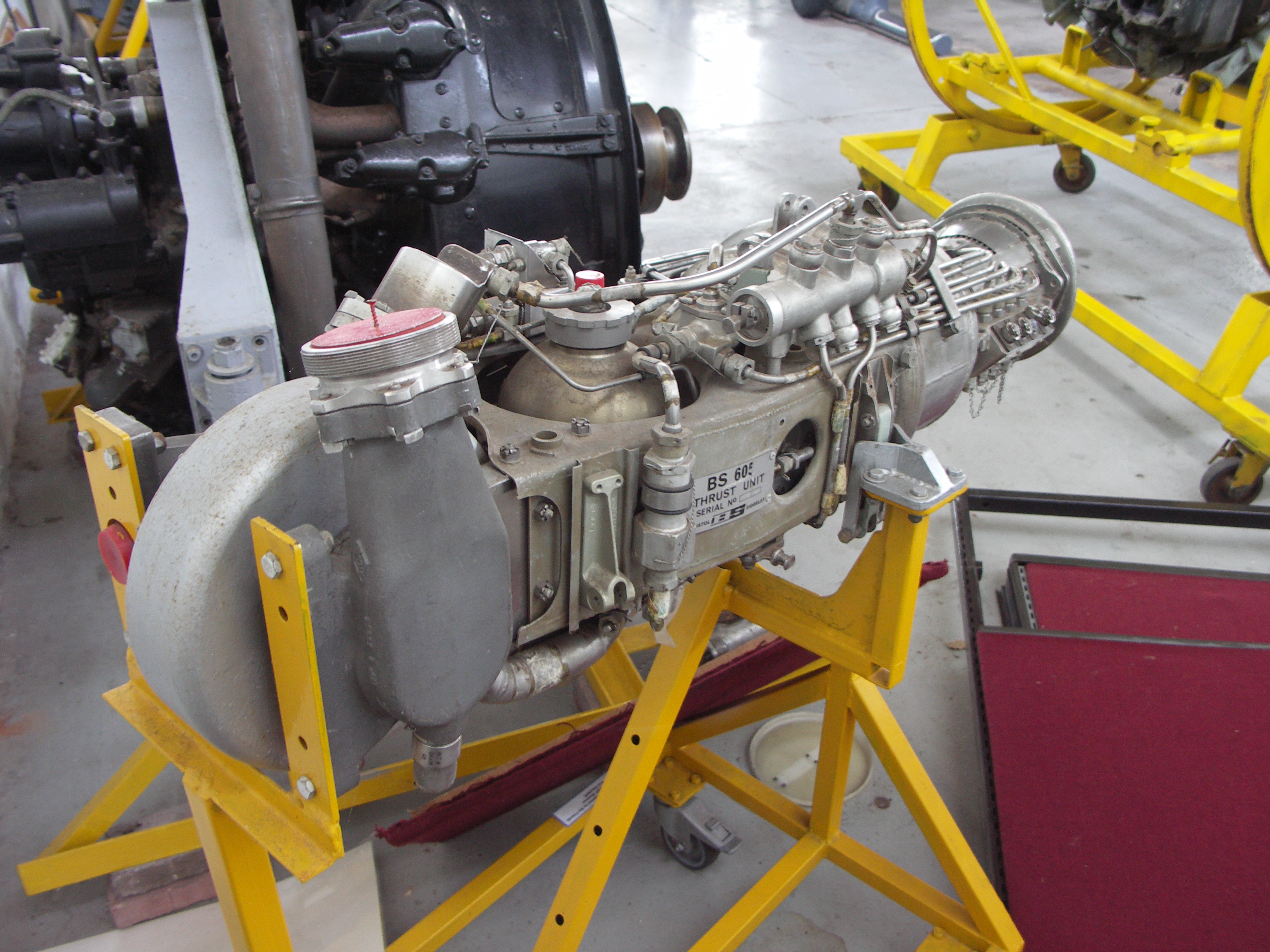
BS.605 usato per il Buccaneer S.50
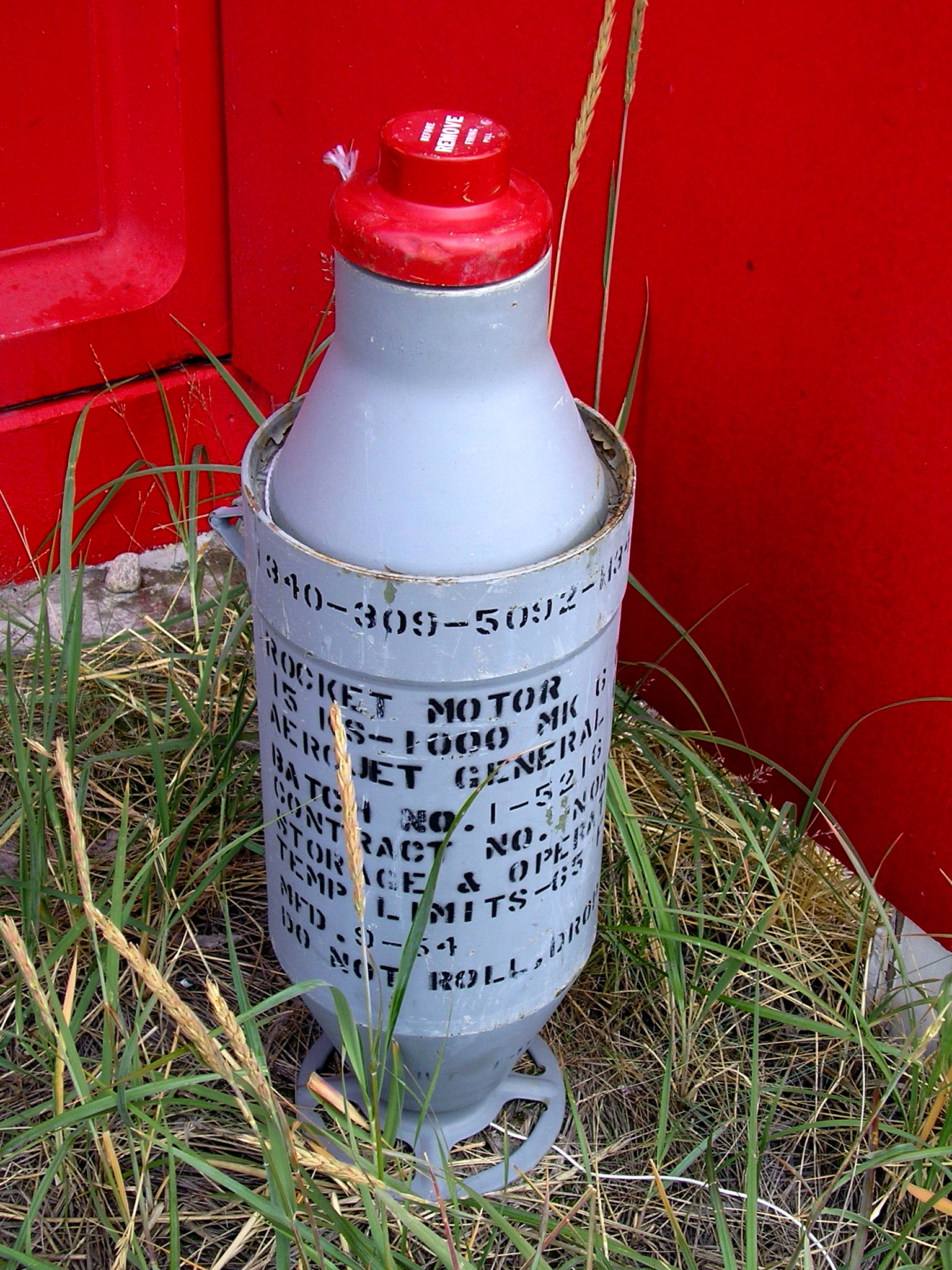
Una RATO bottle
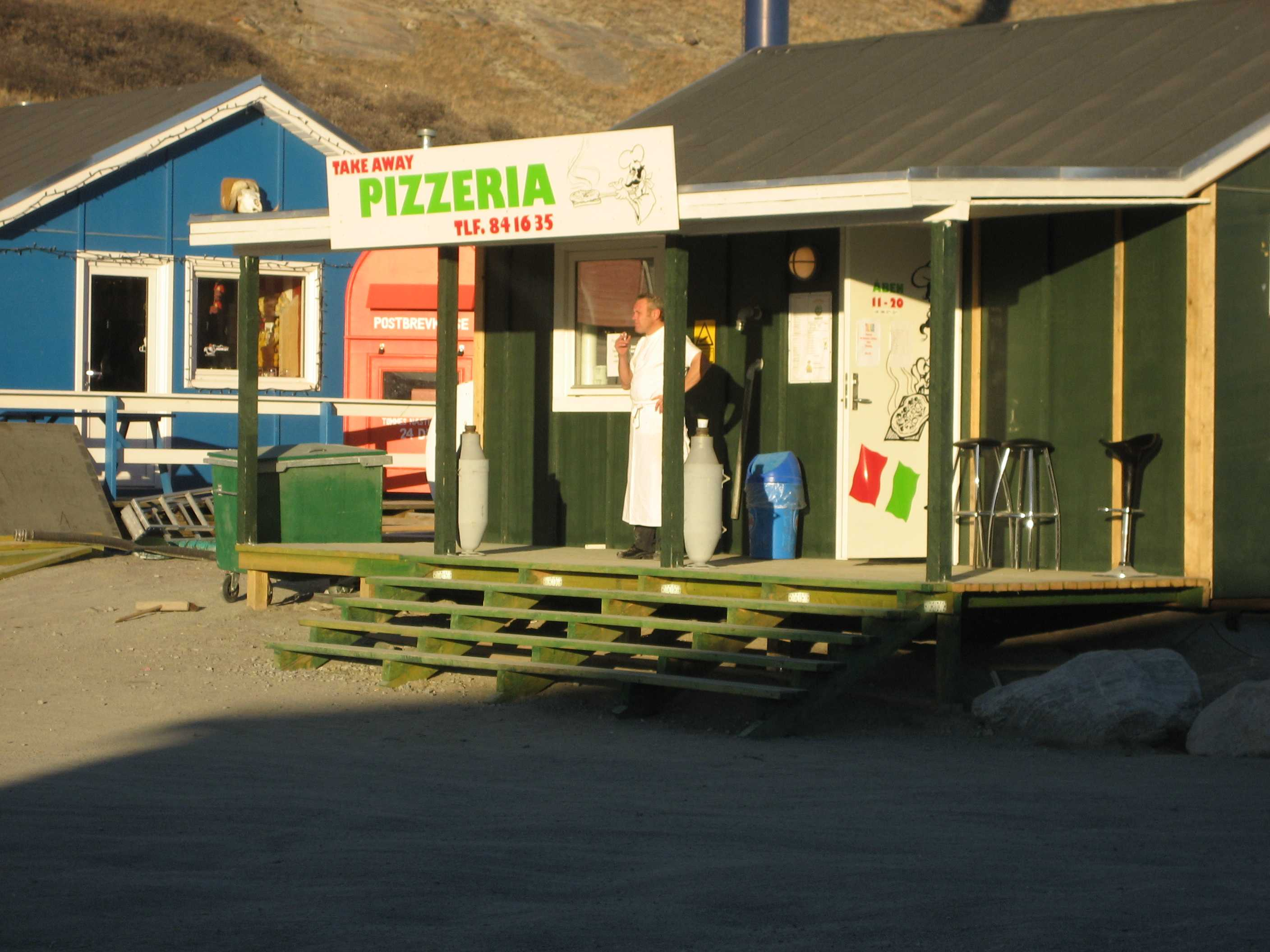
RATO bottle usate come posacenere a Kangerlussuaq, Groenlandia
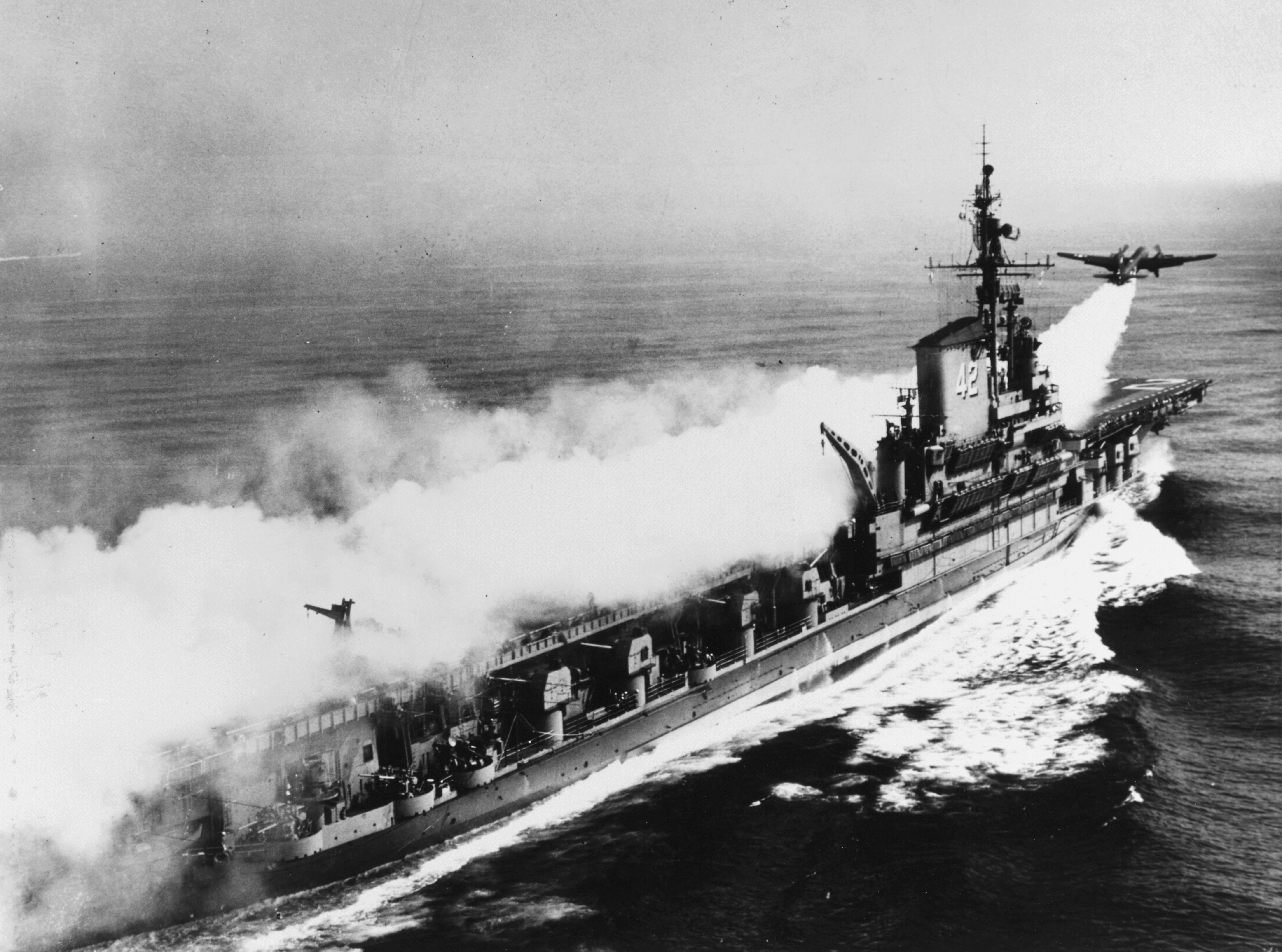
Un Lockheed P-2 Neptune lanciato dalla USS Franklin D. Roosevelt (CV-42), 2 luglio 1951.
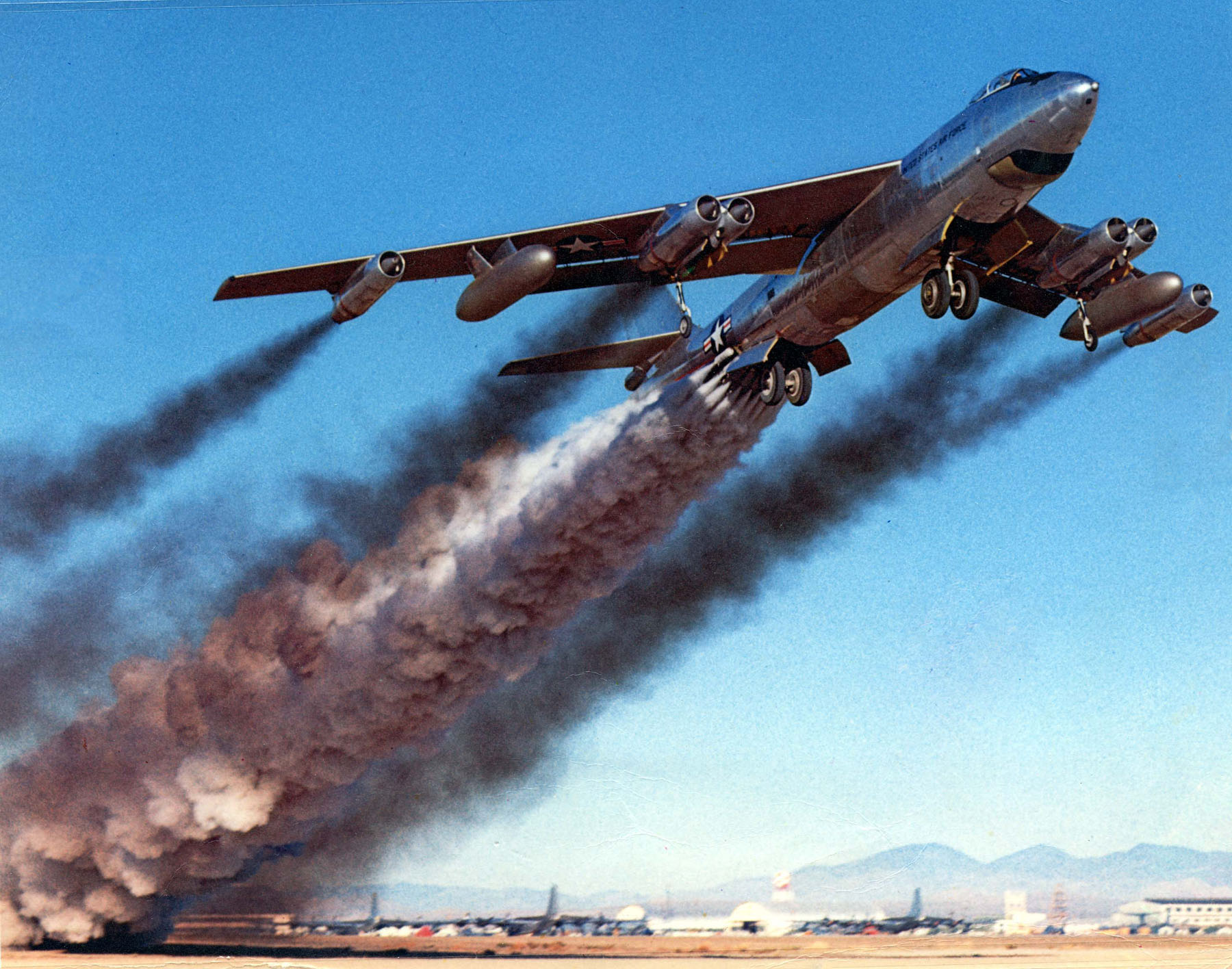
Un Boeing B-47B in decollo.
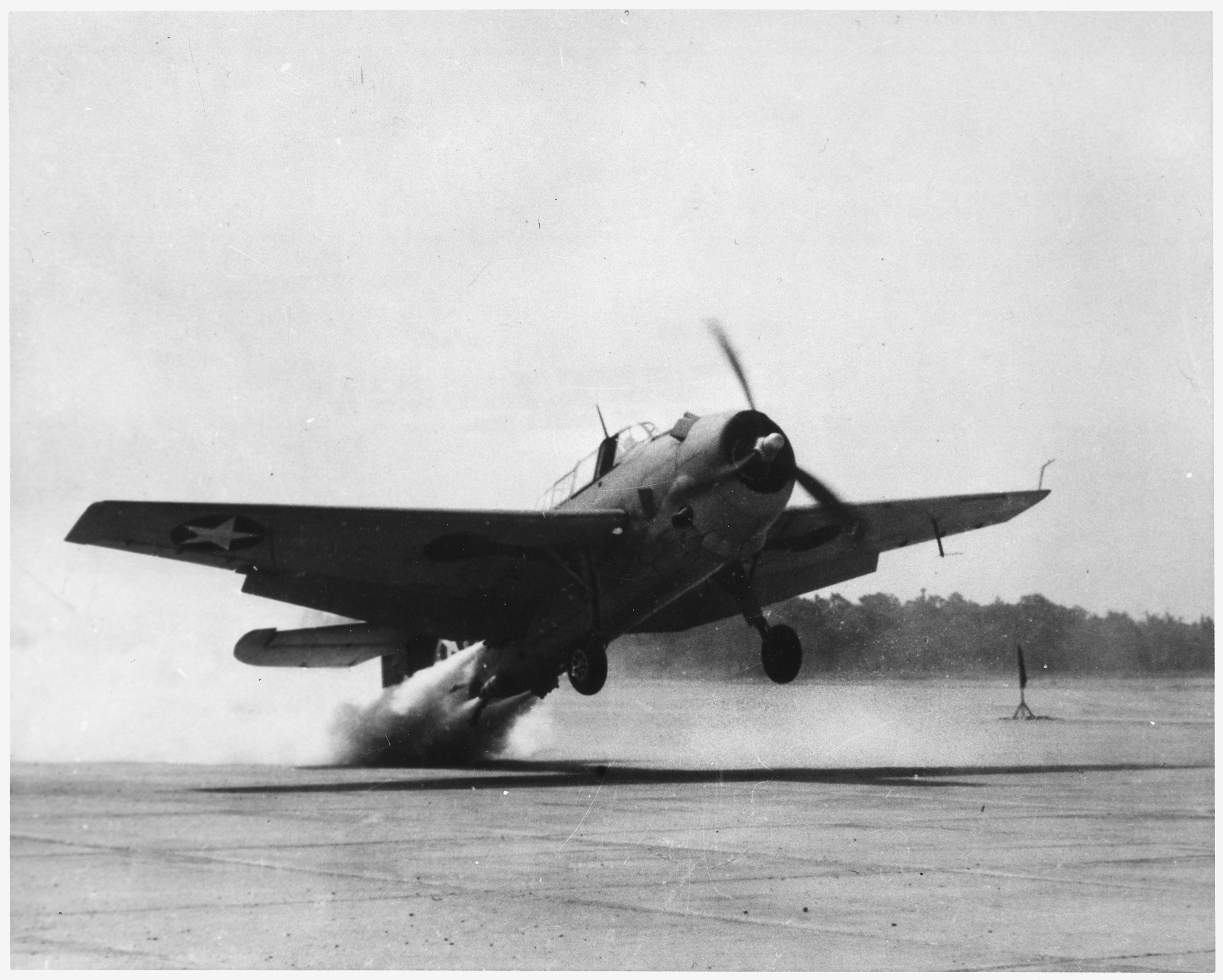
Un Grumman TBF torpedo bomber in decollo con un'unità di 330 hp in metà spazio.